# Internationale Militärgeschichtliche Bibliographie
Die Internationale Militärgeschichtliche Bibliographie (IBMH; französisch Bibliographie Internationale d'Histoire Militaire und englisch International Bibliography of Military History) ist eine seit 1978 jährlich erscheinende annotierte Bibliographie der Militärgeschichte.
Sie wurde zunächst durch die Eidgenössische Militärbibliothek (EBM) in Bern betreut und erschien bei der Ed. Thesis, Zürich. Seit 2010 wird sie durch das Bibliographische Komitee der Internationalen Kommission für Militärgeschichte (ICMH) bei Brill Publishers, Leiden u. a. verlegt. Sie erscheint dort auch online. Die Beiträge werden in Englisch, Deutsch, Französisch, Spanisch und Italienisch veröffentlicht.
Derzeitiger Chefredakteur und Präsident des Bibliographischen Komitees ist Mauro Mantovani, Dozent für Strategische Studien an der Militärakademie an der ETH Zürich (MILAK); wissenschaftlicher Redakteur und Generalsekretär des Bibliographischen Komitees ist Marco Wyss vom Center for Security Studies (CSS) der ETH Zürich.
Der aktuelle deutsche Vertreter ist Oberst Winfried Heinemann, Militärhistoriker vom ZMSBw.